# Paul Mattei
Paul Mattei, né à  Marseille le 15 mai 1953, est un latiniste, historien et universitaire français.

## Biographie
Ancien élève du Lycée Thiers de Marseille (1963-1972), ancien élève de l'École normale supérieure de Saint-Cloud (1972-1976) et agrégé des Lettres (1975), il est assistant (1982-2000), maître de conférences, puis professeur à l'Université Lumière – Lyon II.
Vice-Président du Conseil des Études et de la Vie universitaire de l’Université Stendhal, il est également conseiller scientifique de l'Institut des sources chrétiennes, membre élu du Conseil national des universités, 8e section, membre du jury de l’Agrégation externe de lettres classiques et membre de différents jurys de soutenance des masters, thèses et diplômes d’habilitation.
Spécialiste de l'histoire du christianisme et de sa première période, il est professeur invité dans plusieurs universités dont l’Istituto Patristico « Augustinianum » (Université du Latran, Rome) et l’Université Salesianum (Rome).
Professeur émérite des universités, ses recherches portent essentiellement sur les auteurs latins chrétiens de l'Antiquité et leurs prolongements médiévaux (époques mérovingienne et carolingienne).

## Principales publications

### Ouvrages
- Mélanges offerts à Serge Lancel [sous la dir. de], Grenoble, éd. Université Stendhal, 1998
- Pax et Concordia. Chrétiens des premiers siècles en Algérie (Ier-VIIe siècles), Paris, Marsa, 2001, en collaboration avec Serge Lancel, préface d’André Mandouze, postface de Jean-Noël Guinot
- Le Christianisme antique (Ier-Ve siècles), Paris, Ellipses, 2002
- Le Christianisme antique. De Jésus à Constantin, Paris, Armand Colin, collection U, 2008 ; traduction italienne de la 2e édition parue en février 2012 à Bologne, éd. « Il Mulino », collection « Le vie della civiltà » : Il cristianesimo antico. Da Gesù a Costantino

### Traductions
- Tertullien, Le Mariage unique (De monogamia). Introduction, texte critique, traduction et commentaire, coll. Sources chrétiennes n° 343, Éditions du Cerf, 1988
- « Novatien, De Trinitate 31. Texte et traduction. Commentaire philologique et doctrinal », Memorie dell’Accademia delle Scienze di Torino 20, 1996, p. 159-257
- Tertullien, Le Voile des vierges (De uirginibus uelandis). Introduction et commentaire par E. Schuiz-Flügel, chercheur au Vetus Latina Institut (Beuron, RFA), adaptés par P. Mattei, texte critique par E. Schuiz-Flügel, traduction par P. Mattei, coll. Sources chrétiennes n°424, Cerf, 1997
- Cyprien de Carthage, L’Unité de l’Église (De ecclesiae catholicae unitate). Texte critique du CCL 3 (M. Bévenot). Introduction par P. Siniscalco, professeur émérite à l’Université La Sapienza, Rome, et P. Mattei. Traduction par M. Poirier, professeur honoraire de Première supérieure au lycée Henri-IV, Paris. Apparats, notes, appendices et index par P. Mattei , coll. Sources chrétiennes n°500, Cerf, 2005 (traduction italienne parue à Rome-Bologne en novembre 2006: Cipriano di Cartagine, L’unità della Chiesa, 337 p. ; elle reprend pour l’Introduction la rédaction originale de P. Siniscalco et donne du texte latin, par les soins d’A. Carpin, Professeur à l’Université d’Émilie-Romagne, une version italienne à frais nouveaux)
- Auctoris ignoti De rebaptismate, in Sancti Cypriani episcopi De habitu uirginum ; Opera pseudo-cyprianea, cura et studio Laetitia Ciccolini et Paul Mattei, Corpus Christianorum Series Latina III F, Brépols, 2016, p. 507-596 (Introduction, texte latin, notes critiques)
- Collaboration à la traduction de : Agobard de Lyon, Œuvres, tome I. Texte critique du CCCM 52 (L. Van Acker), Introduction par M. Rubellin, traduction et notes sous la direction du même, coll. Sources chrétiennes n° 583, 2016

## Distinctions
- Chevalier de l'ordre des Palmes académiques.